# Mramoren
Mramoren (bulgariska: Мраморен) är ett distrikt i Bulgarien.   Det ligger i kommunen Obsjtina Vratsa och regionen Vratsa, i den nordvästra delen av landet, 70 km norr om huvudstaden Sofia.
Trakten runt Mramoren består till största delen av jordbruksmark. Runt Mramoren är det ganska glesbefolkat, med 47 invånare per kvadratkilometer.